# Carlo Angelo Conigliani
Carlo Angelo Conigliani (Modena, 25 giugno 1868 – Modena, 6 dicembre 1901) è stato un economista italiano.
Allievo di Giuseppe Ricca Salerno all'Università degli Studi di Modena, si laureò nel 1889, e andò a specializzarsi da Luigi Cossa, già maestro del suo professore, all'Università degli Studi di Pavia.
Sostenne che le tasse avessero natura politica e non puramente economica, contrariando le teorie di Antonio De Viti De Marco.
È inoltre ricordato come autore di saggi quali Teoria generale degli effetti economici delle imposte (1890) e Saggi di economia politica e scienza delle finanze (1903).